# Доксатон (дим)
Докса́тон (греч. Δήμος Δοξάτου) — община (дим) на северо-востоке Греции. Входит в периферийную единицу Драма в периферии Восточная Македония и Фракия. Население 14 516 жителей по переписи 2011 года. Площадь 243,4 квадратного километра. Плотность 59,64 человека на квадратный километр. Административный центр общины — Каламбакион, исторический центр — Доксатон. Димархом на местных выборах 2014 года избран Димитрис Дакалакис (Δημήτρης Δακαλάκης).
Сообщество Доксатон создано в 1919 году (ΦΕΚ 251Α), община Доксатон — в 1949 году (ΦΕΚ 68Α). В 1997 году (ΦΕΚ 244Α) община была реорганизована, центром общины стал Ватиспилон. В 2010 году (ΦΕΚ 87Α) по программе «Калликратис» к общине Доксатон присоединена упразднённая община Каламбакион, центром общины стал Каламбакион.

## Административное деление

Административное деление общины:
1 — Каламбакион
2 — Доксатон

Община (дим) Доксатон делится на 2 общинные единицы.